# 909-й истребительный авиационный полк
909-й истребительный авиационный ордена Кутузова полк (909-й иап) — воинская часть Военно-воздушных сил (ВВС) Вооружённых Сил РККА, принимавшая участие в боевых действиях Великой Отечественной войны.

## История наименований полка
За весь период своего существования полк своё наименование не менял:
- 909-й истребительный авиационный полк;
- 909-й истребительный авиационный ордена Кутузова полк;
- Войсковая часть 96963.

## Создание полка
909-й истребительный авиационный полк начал формироваться 1 апреля 1943 года по штату 015/284 в Архангельском военном округе на аэр. Каргополь на основе 20-й отдельной истребительной эскадрильи.

## Расформирование полка
В связи с сокращением состава Вооружённых сил СССР 31 января 1946 года 909-й истребительный авиационный полк был расформирован вместе со 130-й иад в 15-й ВА Особого ВО, личный состав обращён на доукомплектование 1-й и 5-й гиад 11-го иак, 168-го иап.

## В действующей армии
| Як-7УТ | Як-9УМ | Як-7 |

В составе действующей армии:
- с 17 октября 1944 года по 9 мая 1945 года.

## Командиры полка
- майор Абрамов Григорий Сергеевич[6], 01.04.1943 — 12.01.1944
- майор Караулов Григорий Алексеевич[6], 12.01.1944 — 18.03.1944
- полковник Литвинов Борис Иванович[6], 18.03.1944 — 18.04.1945
- майор Гущин Виктор Дмитриевич[6], 18.04.1945 — 12.07.1945

## В составе соединений и объединений
| Период        | Фронт (округ)               | армия                | корпус | дивизия                                  | примечание                                                                                             |
| ------------- | --------------------------- | -------------------- | ------ | ---------------------------------------- | --- |
| 01.04.1943 г. | Архангельский военный округ | ВВС округа           |        |                                          | Каргополь, 12 И-153                                                                                    |
| 30.05.1943 г. | Архангельский военный округ | ВВС округа           |        |                                          | получил 15 Як-7б                                                                                       |
| 10.01.1944 г. | Архангельский военный округ | ВВС округа           |        |                                          | получил ещё 18 Як-7б                                                                                   |
| 24.04.1944 г. | Московский военный округ    | Резерв Ставки ВГК    |        | 130-я истребительная авиационная дивизия | переформирован по штату 015/364 и зачислен в состав 130-й иад РСВГК                                    |
| 01.05.1944 г. | Резерв Ставки ВГК           |                      |        | 130-я истребительная авиационная дивизия | доукомплектован на аэродроме Старая Торопа                                                             |
| 15.06.1944 г. | Резерв Ставки ВГК           |                      |        | 130-я истребительная авиационная дивизия | Федотово Калужской области, аэр. Волосово Московской области, освоил истребители-бомбардировщики Як-9Л |
| 17.10.1944 г. | 3-й Белорусский фронт       | 1-я воздушная армия  |        | 130-я истребительная авиационная дивизия | Як-9Л и Як-9Т                                                                                          |
| 09.05.1945 г. | 3-й Белорусский фронт       | 1-я воздушная армия  |        | 130-я истребительная авиационная дивизия | Исключён из действующей армии                                                                          |
| 09.07.1945 г. | Особый военный округ        | 15-я воздушная армия |        | 130-я истребительная авиационная дивизия | Як-9Л и Як-9Т                                                                                          |
| 30.12.1945 г. | Особый военный округ        | 15-я воздушная армия |        | 130-я истребительная авиационная дивизия | расформирован                                                                                          |

## Участие в операциях и битвах
- Прибалтийская операция
  - Мемельская наступательная операция[9] — с 17 октября 1944 года по 24 ноября 1944 года
- Гумбиннен-Гольдапская операция[9] — с 17 октября 1944 года по 30 октября 1944 года
- Восточно-Прусская операция
  - Инстербургско-Кёнигсбергская операция[9] — с 13 января 1945 года по 27 января 1945 года
  - Растенбургско-Хейльсбергская наступательная операция[9] — с 27 января 1945 года по 12 марта 1945 года
  - Земландская наступательная операция[9] — с 13 апреля 1945 года по 25 апреля 1945 года
  - Штурм Кёнигсберга[9] — с 6 апреля 1945 года по 9 апреля 1945 года
- Браунсбергская наступательная операция[9] — с 13 марта 1945 года по 22 марта 1945 года

## Первая победа полка в воздушном бою
Первая известная воздушная победа полка в Отечественной войне одержана 22 октября 1944 года: младший лейтенант Волкодав И.С. в воздушном бою в районе н. п. Майгунишки сбил немецкий истребитель Fw-190.

## Награды
909-й истребительный авиационный полк за образцовое выполнение боевых заданий командования в боях с немецкими захватчиками при овладении городом и крепостью Пиллау и проявленные при этом доблесть и мужество награждён Указом Президиума Верховного Совета СССР от 28 мая 1945 года орденом Кутузова III степени.

## Благодарности Верховного Главнокомандующего
За проявленные образцы мужества и героизма Верховным Главнокомандующим в составе 130-й дивизии объявлены благодарности:
- За отличие в боях при прорыве долговременной, глубоко эшелонированной обороны немцев в Восточной Пруссии и овладении штурмом укрепленными городами Пилькаллен, Рагнит и сильными опорными пунктами обороны немцев Шилленен, Лазденен, Куссен, Науйенингкен, Ленгветен, Краупишкен, Бракупенен, а также занятии с боями более 600 других населенных пунктов[10].
- За отличие в боях при овладении городами Восточной Пруссии Тильзит, Гросс-Скайсгиррен, Ауловенен, Жиллен и Каукемен — важными узлами коммуникаций и сильными опорными пунктами обороны немцев на кенигсбергском направлении[11].
- За отличие в боях при овладении городом Инстербург — важным узлом коммуникаций и мощным укрепленным районом обороны немцев на путях к Кенигсбергу[12].
- За отличие в боях при овладении городами Восточной Пруссии Тапиау, Алленбург, Норденбург и Летцен — мощными опорными пунктами долговременной оборонительной полосы немцев, прикрывающей центральные районы Восточной Пруссии[13].
- За отличие в боях при овладении штурмом городами Хайльсберг и Фридланд — важными узлами коммуникаций и сильными опорными пунктами обороны немцев в центральных районах Восточной Пруссии[14]
- За отличие в боях при овладении штурмом городами Вормдит и Мельзак — важными узлами коммуникаций и сильными опорными пунктами обороны немцев[15].
- За отличие в боях при овладении городом Хайлигенбайль — последним опорным пунктом обороны немцев на побережье залива Фриш-Гаф, юго-западнее Кёнигсберга[16].
- За отличие в боях при разгроме и завершении ликвидации окруженной восточно-прусской группы немецких войск юго-западнее Кёнигсберга[17].
- За отличие в боях при овладении последним опорным пунктом обороны немцев на Земландском полуострове городом и крепостью Пиллау — крупным портом и военно-морской базой немцев на Балтийском море[18].

## Лётчики-асы полка
| Фамилия, имя отчество     | Награды | Сбито самолётов (+ в группе) | Примечание                                              |
| ------------------------- | ------- | ---------------------------- | ------------------------------------------------------- |
| Бражнец Сергей Михайлович |         | 12 + 0                       | Лётчик полка: сент. 1944 — май 1945.                    |
| Конотоп Иван Антонович    |         | 6 + 0                        | Лётчик полка: окт. 1944 — май 1945. Боевых вылетов: 128 |
| Шинкаренко Илья Иванович  |         | 5 + 0                        | Лётчик полка: июль 1944 — май 1945.                     |

## Итоги боевой деятельности полка
Всего за годы Великой Отечественной войны полком:
| Выполнено боевых вылетов | Сбито самолётов в воздухе | Уничтожено самолётов всего |
| ------------------------ | ------------------------- | -------------------------- |
| 2769                     | 27                        | 41                         |

Свои потери:
| Потеряно самолётов, всего | Погибло лётчиков всего |
| ------------------------- | ---------------------- |
| 32                        | 19                     |

## Самолёты на вооружении
| Период      | Самолёты  |
| ----------- | --------- |
| 1943 — 1943 | И-153     |
| 1943 — 1944 | Як-7Б     |
| 1944 — 1946 | Як-9 Л, Т |

## Базирование
| Период               | Аэродромы                                  |
| -------------------- | ------------------------------------------ |
| 05.1945 — 30.12.1945 | Инстербург (Черняховск), Восточная Пруссия |